# Attila Ara-Kovács
Attila Ara-Kovács (nascido em 14 de janeiro de 1953 em Oradea, Roménia) é um político, filósofo e jornalista húngaro que foi nomeado para o quarto lugar na lista do Parlamento Europeu da Coligação Democrática; posteriormente, foi eleito deputado ao Parlamento Europeu pela Hungria nas eleições de 2019.